# Куммер, Пауль
Па́уль Ку́ммер (нем. Paul Kummer; 1834—1912) — немецкий миколог и бриолог.

## Краткая биография
Пауль Куммер родился в городе Цербсте в Германии 22 августа 1834 года в семье книгопечатника. С юности интересовался изучением природы, со школьных годов посещал ботанические экскурсии.
С 1857 по 1863 Куммер работал в Цербсте частным учителем. С 1877 года он был министром в Ганн. Мюндене.
Пауль Куммер известен тем, что перевёл большую часть «триб», в классификации Элиаса Фриса включённых в род Agaricus, в ранг родов. Был членом Микологического общества Германии.
Пауль Куммер скончался 7 декабря в 1912 года в городе Ганн. Мюнден.

## Некоторые научные работы
- 1871. Der Führer in die Pilzkunde : 146 стр. — переиздавалась в 1881—1884
- 1874. Der Führer in die Flechtenkunde
- 1880. Praktisches Pilzbuch für jedermann
- 1878. Kryptogamische Charakterbilder. viii + 251 стр. 220 табл. Ed. Carl Rümpler, Hannover
- 1889. Die Moosflora der Umgebung von Hann.-Münden. Bot. Centralblatt 40: 65-72, 101—106; Kassel.

## Виды грибов, названные в честь П. Куммера
- Pholiota kummeriana Henn. 1900